# Любов (филм, 2015, Гаспар Ное)
„Любов“ (на английски: Love) е френско-бразилски романтичен филм от 2015 година на режисьора Гаспар Ное по негов собствен сценарий.
С множество еротични сцени филмът показва в ретроспекция бурната любовна връзка на млада двойка в Париж от запознанството им, през период на експерименти със секс и наркотици до раздялата им, след изневяра на мъжа, довела до бременността на друга жена. Главните роли се изпълняват от Аоми Муйок, Карл Глусман, Клара Кристин.